# Rohovládova Bělá
Rohovládova Bělá är en ort i Tjeckien.   Den ligger i regionen Pardubice, i den centrala delen av landet, 80 km öster om huvudstaden Prag. Rohovládova Bělá ligger 257 meter över havet och antalet invånare är 439.
Terrängen runt Rohovládova Bělá är huvudsakligen platt. Rohovládova Bělá ligger uppe på en höjd.Runt Rohovládova Bělá är det ganska tätbefolkat, med 111 invånare per kvadratkilometer. Närmaste större samhälle är Hradec Králové, 19,8 km nordost om Rohovládova Bělá. Omgivningarna runt Rohovládova Bělá är en mosaik av jordbruksmark och naturlig växtlighet.